# 中国声学学会
中国声学学会是中华人民共和国声学科技工作者组成的群众性学术团体，是中国科学技术协会主管的社会团体，由原中国物理学声学学会和中国电子学会应用声学学会合并而成。